# La Rivière-Enverse
Pour les articles homonymes, voir La Rivière.
La Rivière-Enverse est une commune française rurale de montagne, située dans le département de la Haute-Savoie en région Auvergne-Rhône-Alpes. Elle fait partie du massif des Alpes. Ses habitants sont les Riverotes et les Riverots

## Géographie
La Rivière-Enverse est située dans la vallée du Haut-Giffre, entre Châtillon-sur-Cluses et Morillon. La ville la plus proche est Cluses, située à six kilomètres de la commune. La Rivière-Enverse a une superficie d'environ huit kilomètres à une altitude comprise entre 619 et 1 320 mètres. Deux ruisseaux passent sur la commune : ce sont les ruisseaux des Verneys et de Chessinsont. La pointe de Chevran est à environ trois kilomètres de la commune.
La Rivière-Enverse a connu une tempête en novembre 1982. En février 1990 et juillet 1992, elle a également subi des inondations et coulées de boue.

## Urbanisme

### Typologie
Au 1er janvier 2024, La Rivière-Enverse est catégorisée commune rurale à habitat dispersé, selon la nouvelle grille communale de densité à sept niveaux définie par l'Insee en 2022.
Elle est située hors unité urbaine et hors attraction des villes,.

### Occupation des sols
L'occupation des sols de la commune, telle qu'elle ressort de la base de données européenne d’occupation biophysique des sols Corine Land Cover (CLC), est marquée par l'importance des forêts et milieux semi-naturels (52,7 % en 2018), en augmentation par rapport à 1990 (51,6 %). La répartition détaillée en 2018 est la suivante : 
forêts (50,4 %), zones agricoles hétérogènes (30,2 %), terres arables (17,1 %), espaces ouverts, sans ou avec peu de végétation (2,3 %).
L'IGN met par ailleurs à disposition un outil en ligne permettant de comparer l’évolution dans le temps de l’occupation des sols de la commune (ou de territoires à des échelles différentes). Plusieurs époques sont accessibles sous forme de cartes ou photos aériennes : la carte de Cassini (XVIIIe siècle), la carte d'état-major (1820-1866) et la période actuelle (1950 à aujourd'hui).

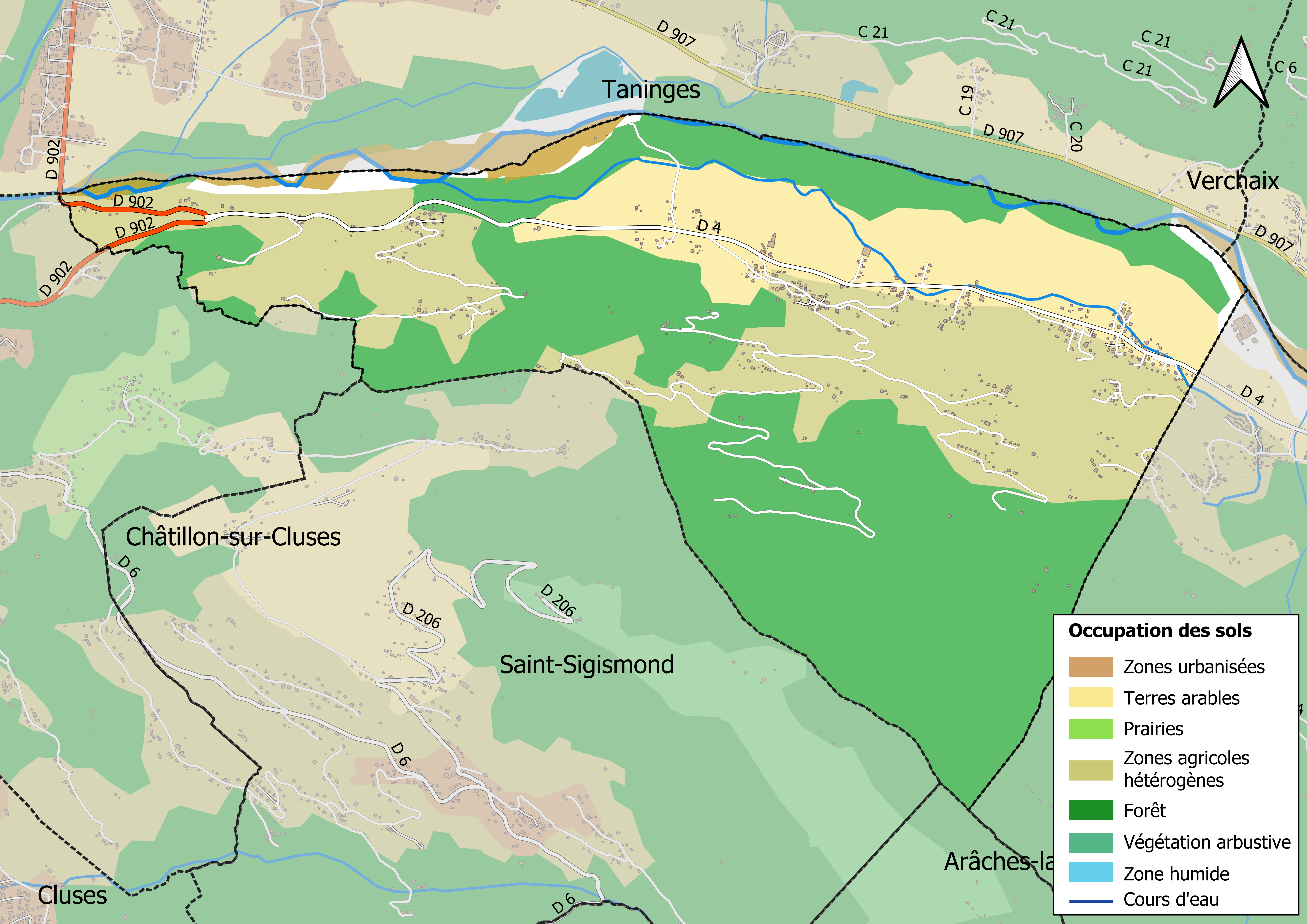
Carte des infrastructures et de l'occupation des sols en 2018 (CLC) de la commune.
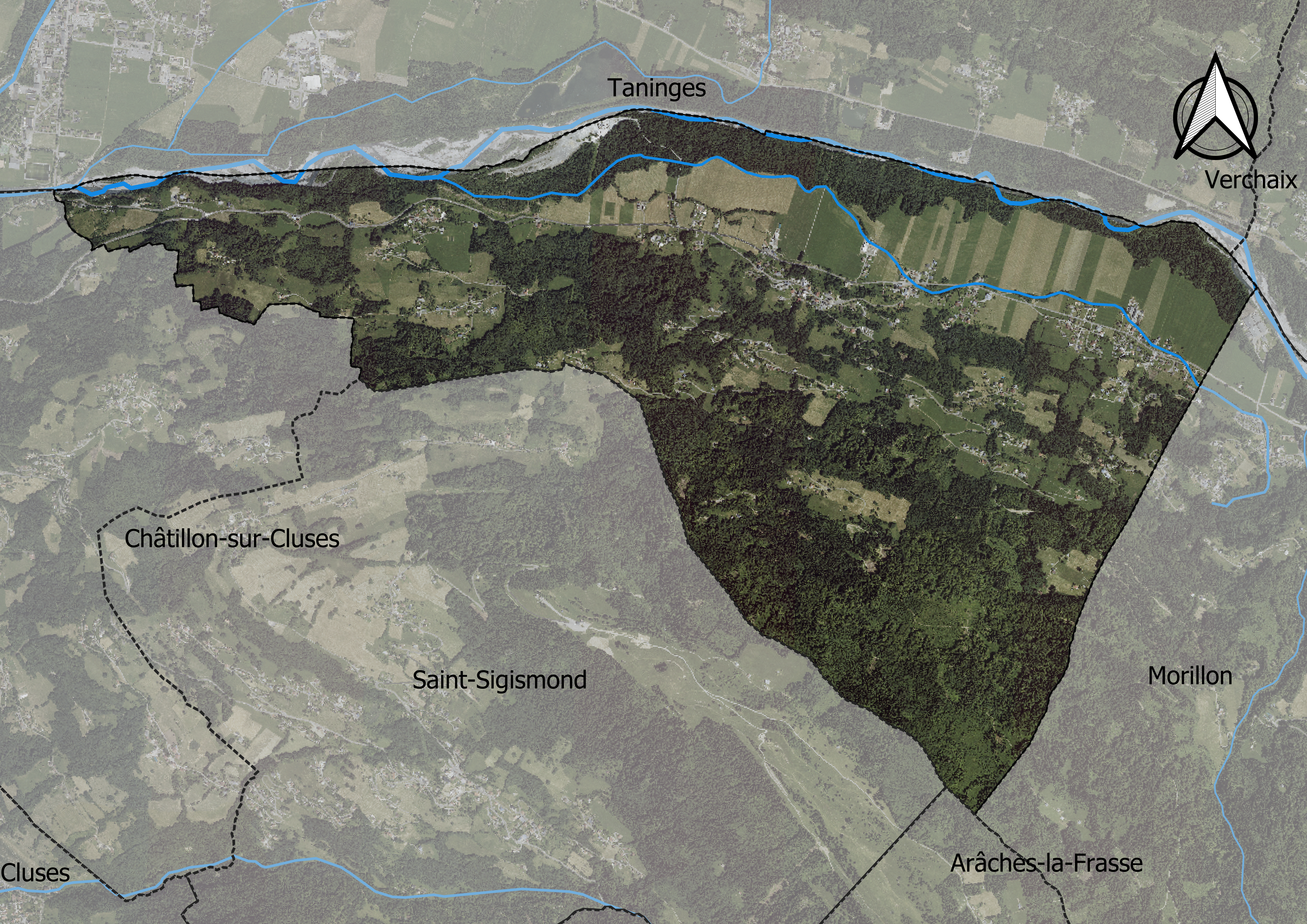
Carte orthophotogrammétrique de la commune.

## Toponymie
En francoprovençal, le nom de la commune s'écrit La Rvîre, selon la graphie de Conflans.

## Histoire
La commune est créée en 1738, puis la paroisse en 1770. L'église fut construite à Mortier. Le cadastre est fixé en 1738, il est archivé à Annecy. En 1793, la commune s'appelait Rivierre. Elle prit le nom de Rivière-en-Verse en 1801.
Lors des débats sur l'avenir du duché de Savoie, en 1860, la population est sensible à l'idée d'une union de la partie nord du duché à la Suisse. Une pétition circule dans cette partie du pays (Chablais, Faucigny, Nord du Genevois) et réunit plus de 13 600 signatures, dont 125 pour la commune,. Le duché est réuni à la suite d'un plébiscite organisé les 22 et 23 avril 1860 où 99,8 % des Savoyards répondent « oui » à la question « La Savoie veut-elle être réunie à la France ? ».

## Politique et administration
| Période                                  | Période  | Identité      | Étiquette | Qualité |
| ---------------------------------------- | -------- | ------------- | --------- | ------- |
| avant 1995                               | ?        | Gaston Orsat  |           |         |
| mars 2001                                | ...      | Jacky Dunand  | ...       | ...     |
| mars 2014                                | En cours | Eric Anthoine | ...       | ...     |
| Les données manquantes sont à compléter. |          |               |           |         |

## Démographie
L'évolution du nombre d'habitants est connue à travers les recensements de la population effectués dans la commune depuis 1793. Pour les communes de moins de 10 000 habitants, une enquête de recensement portant sur toute la population est réalisée tous les cinq ans, les populations de référence des années intermédiaires étant quant à elles estimées par interpolation ou extrapolation. Pour la commune, le premier recensement exhaustif entrant dans le cadre du nouveau dispositif a été réalisé en 2006.

En 2022, la commune comptait 490 habitants, en évolution de +6,06 % par rapport à 2016 (Haute-Savoie : +6,01 %, France hors Mayotte : +2,11 %).
| 1793 | 1800 | 1806 | 1822 | 1838 | 1848 | 1858 | 1861 | 1866 |
| ---- | ---- | ---- | ---- | ---- | ---- | ---- | ---- | ---- |
| 813  | 850  | 855  | 825  | 780  | 866  | 722  | 713  | 719  |

| 1872 | 1876 | 1881 | 1886 | 1891 | 1896 | 1901 | 1906 | 1911 |
| ---- | ---- | ---- | ---- | ---- | ---- | ---- | ---- | ---- |
| 720  | 681  | 606  | 596  | 562  | 565  | 542  | 530  | 506  |

| 1921 | 1926 | 1931 | 1936 | 1946 | 1954 | 1962 | 1968 | 1975 |
| ---- | ---- | ---- | ---- | ---- | ---- | ---- | ---- | ---- |
| 460  | 426  | 394  | 379  | 358  | 355  | 293  | 278  | 256  |

| 1982 | 1990 | 1999 | 2006 | 2011 | 2016 | 2021 | 2022 | - |
| ---- | ---- | ---- | ---- | ---- | ---- | ---- | ---- | - |
| 254  | 281  | 393  | 442  | 447  | 462  | 483  | 490  | - |

## Économie
À l'origine agricole, l'économie du village compte de nombreux artistes ou artisans tels que des sculpteurs, des potiers et peintre d'icônes. La population a augmenté d'environ 80 % au cours des trente dernières années.
Parmi les produits labellisés produits sur le territoire, on trouve le Chevrotin, le Reblochon, l'Abondance, le Gruyère de France, mais aussi d'autres fromages comme les bleus de chèvre et de vache.

## Culture locale et patrimoine

### Patrimoine

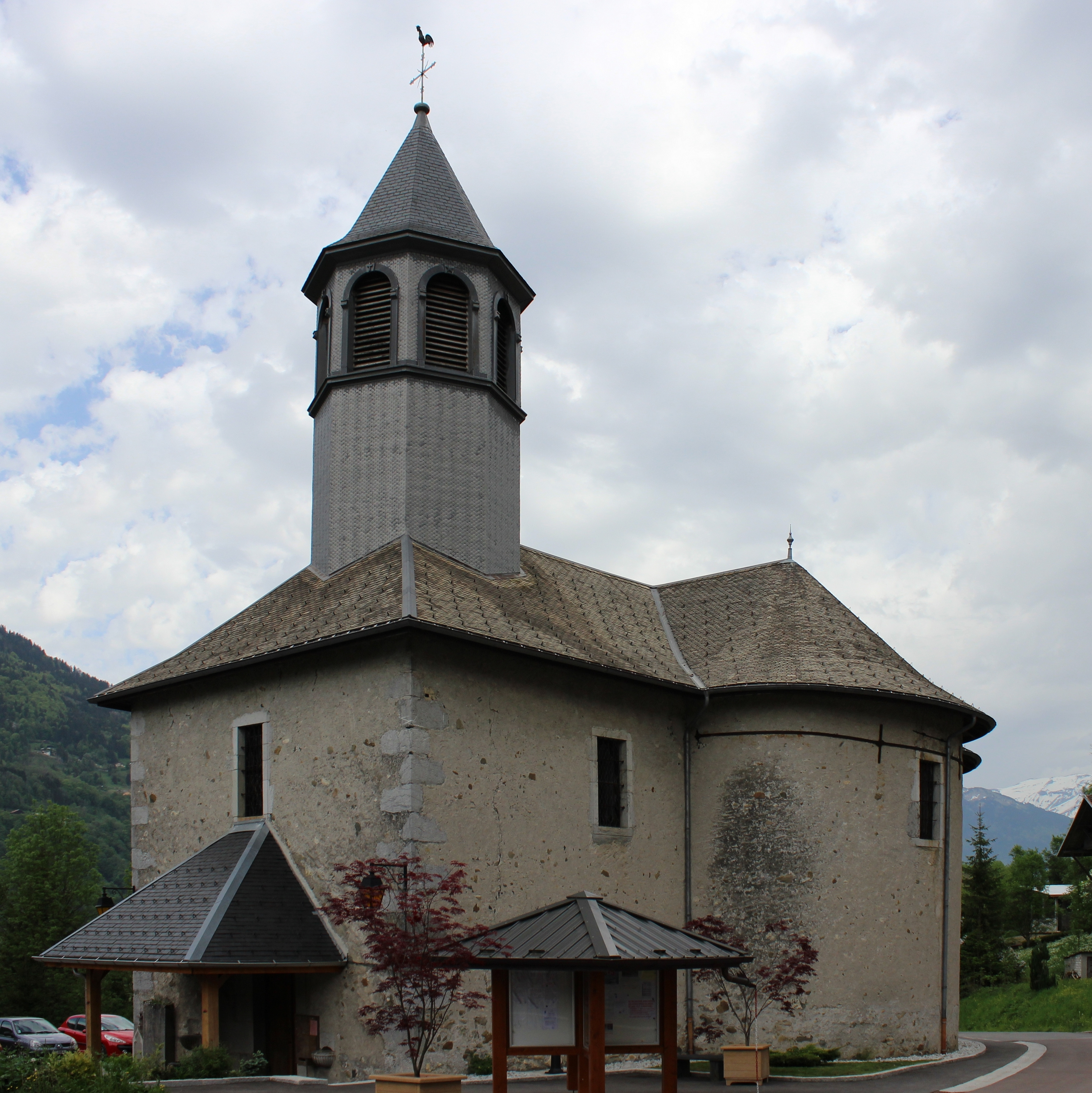
Église de La Rivière-Enverse.

- Église Saint-Pierre, église baroque, a été construite par Faucignerand Pierre Cheneval sur un plan en trèfle[16]. Son clocher est couvert en fer blanc[17]. Le retable de l'église a été restauré à la suite de détériorations dues à des xylophages qui s'étaient installées dans les boisures[18].
- Maison forte de Cellières (attestée)
- La grotte, qui se trouve au lieu-dit les Vagnys, lieu où se tient au 15 août une messe en plein air.
- Oratoires, dont la chapelle de Nicodex.

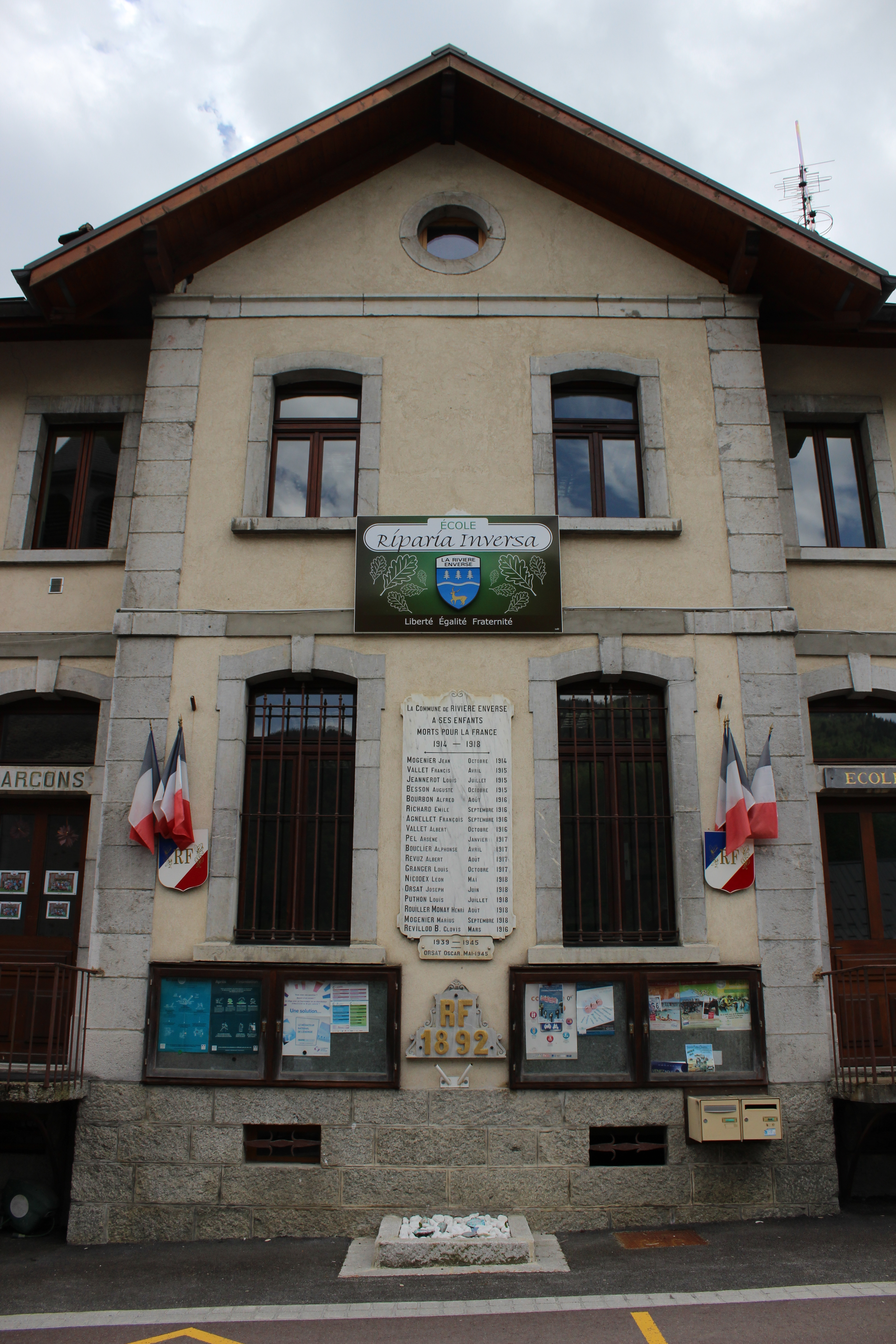
École et monument aux morts.
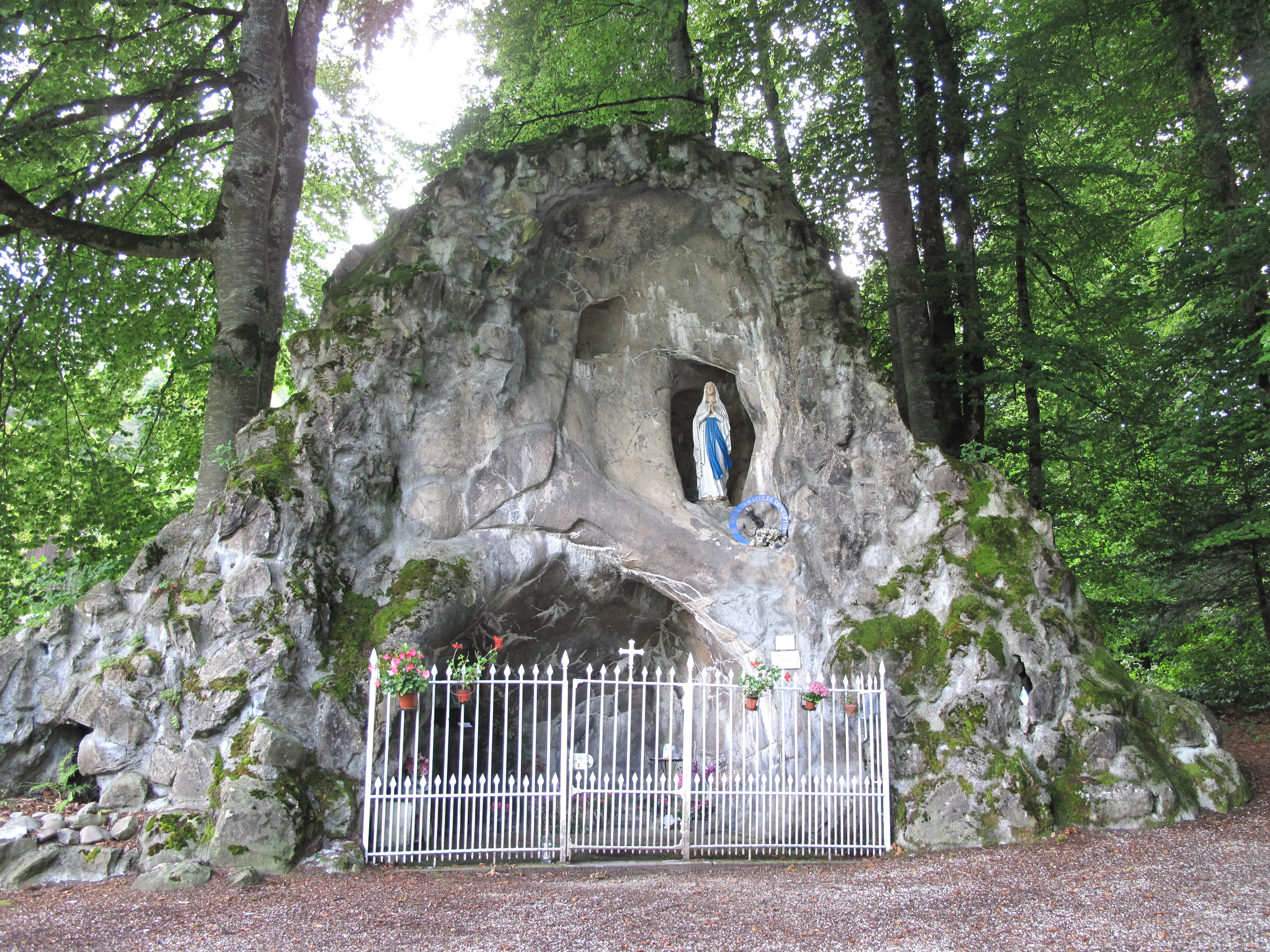
Réplique de la grotte de Lourdes.
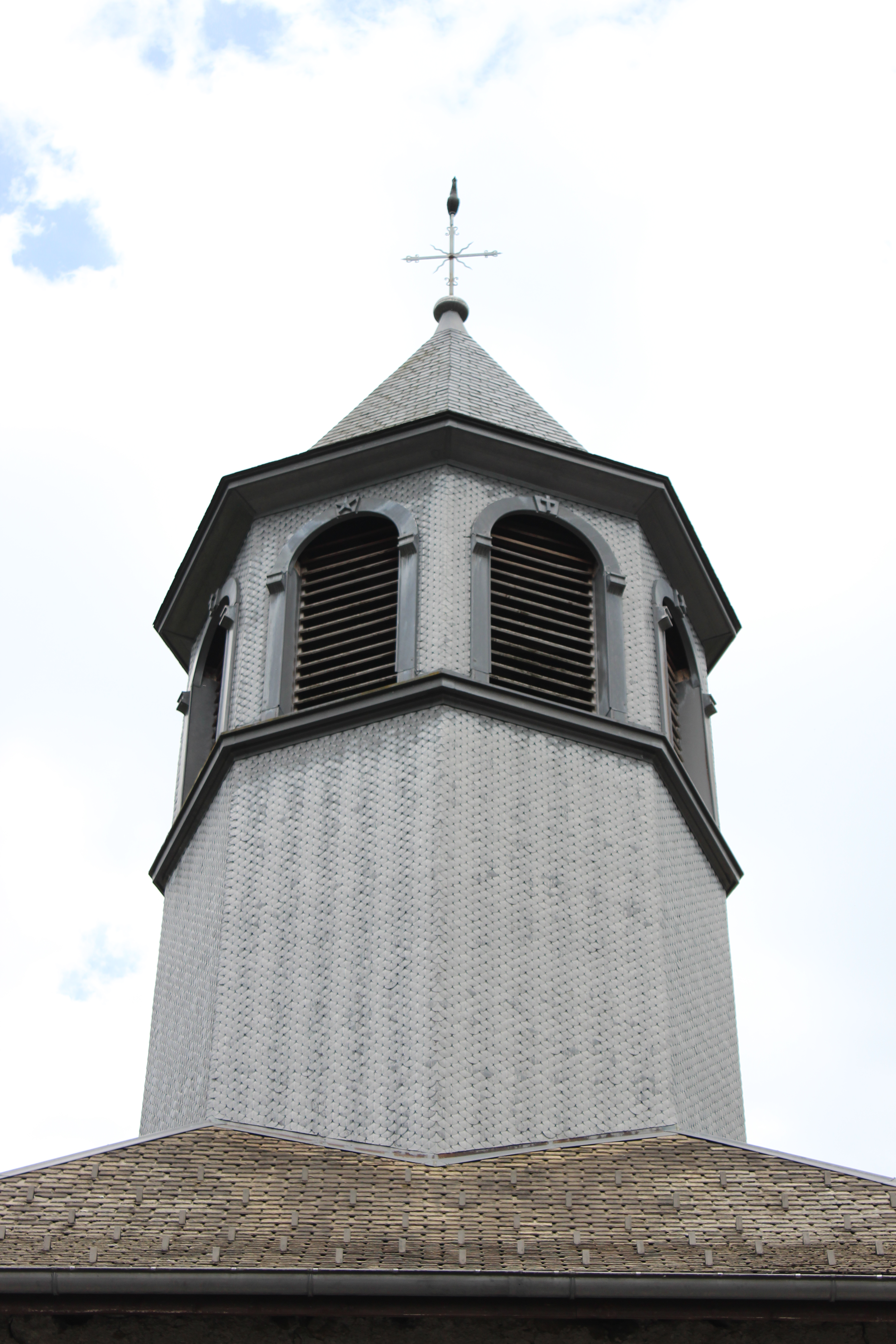
Clocher de l'église.
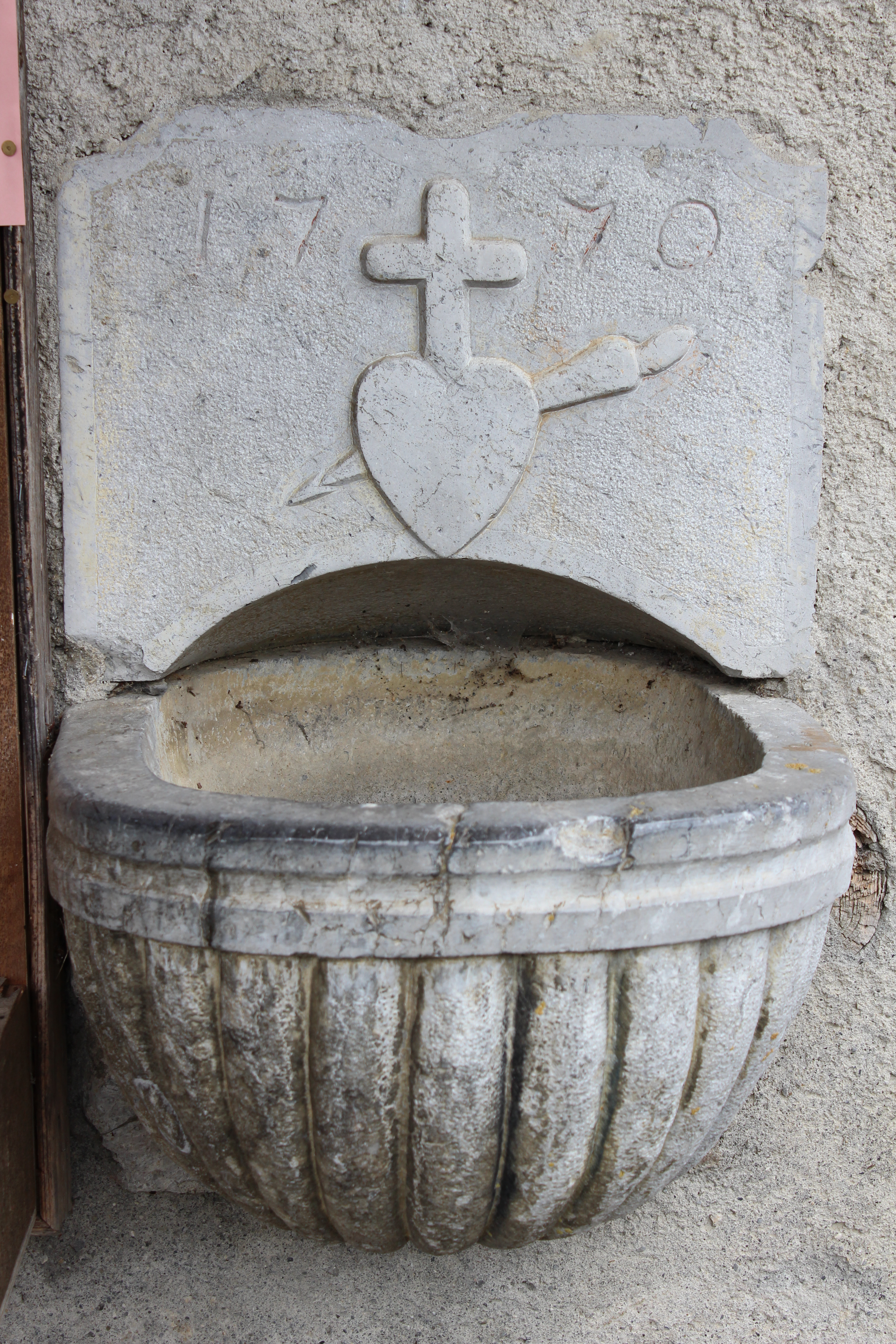
Bénitier.
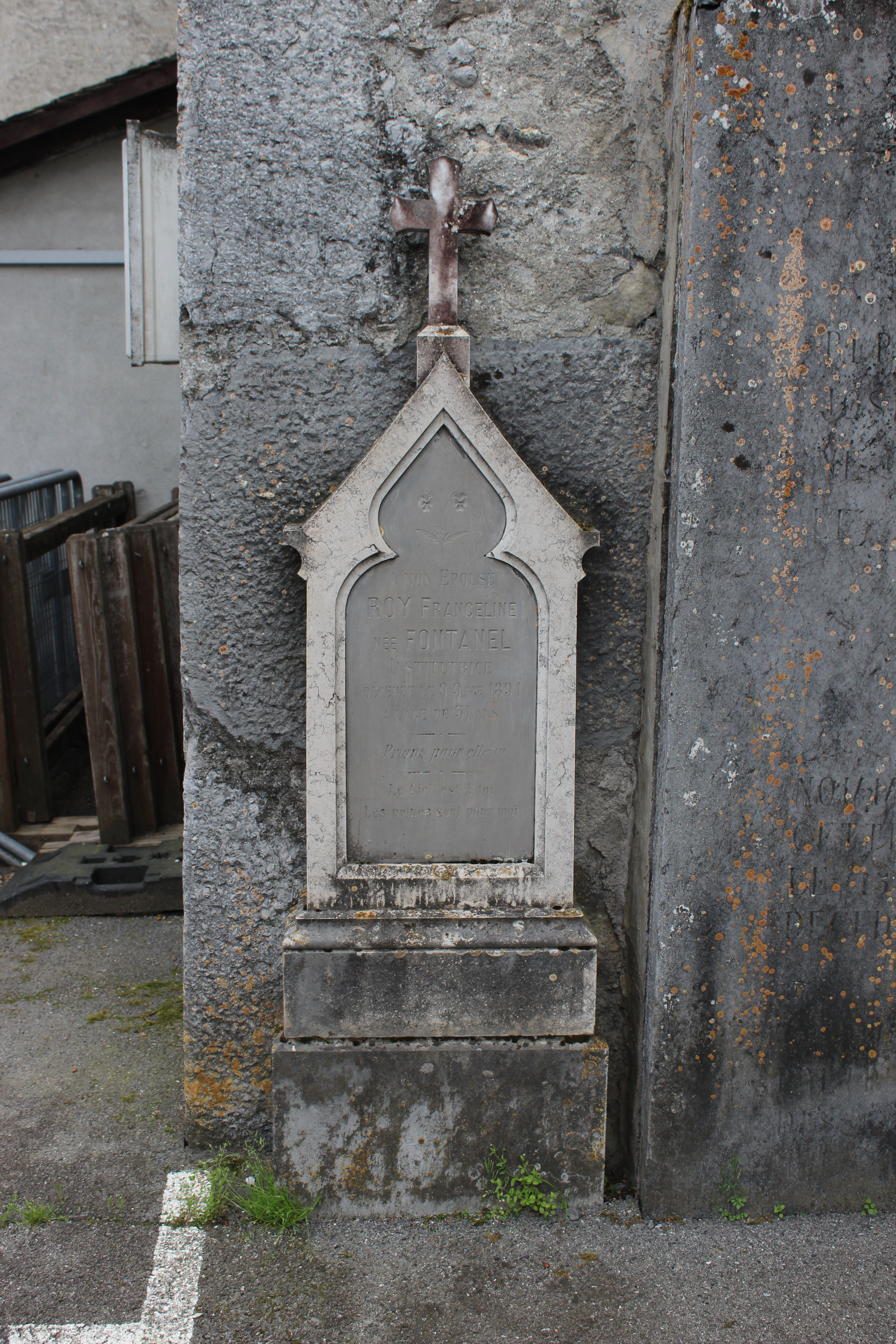
Tombe.
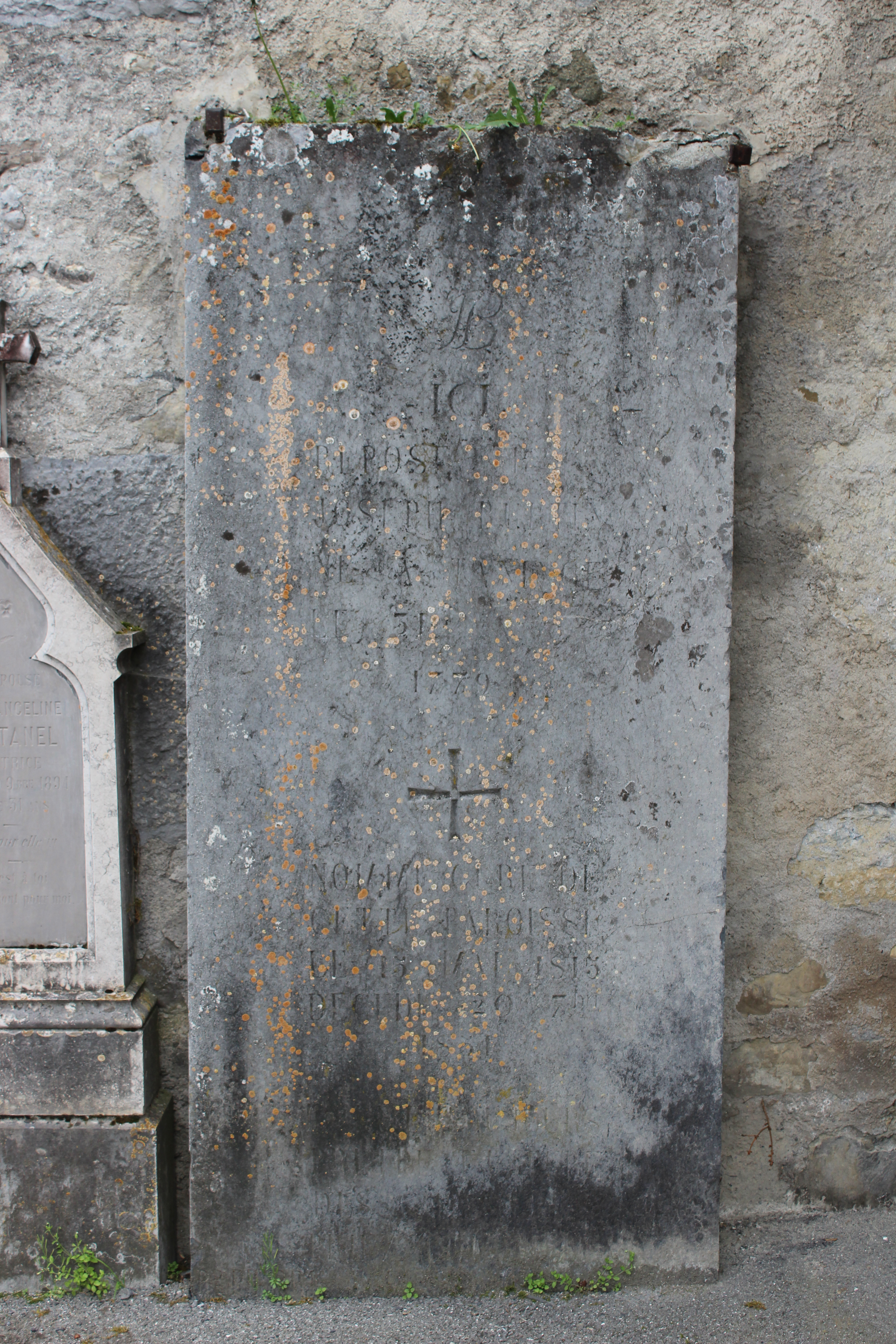
Tombe.
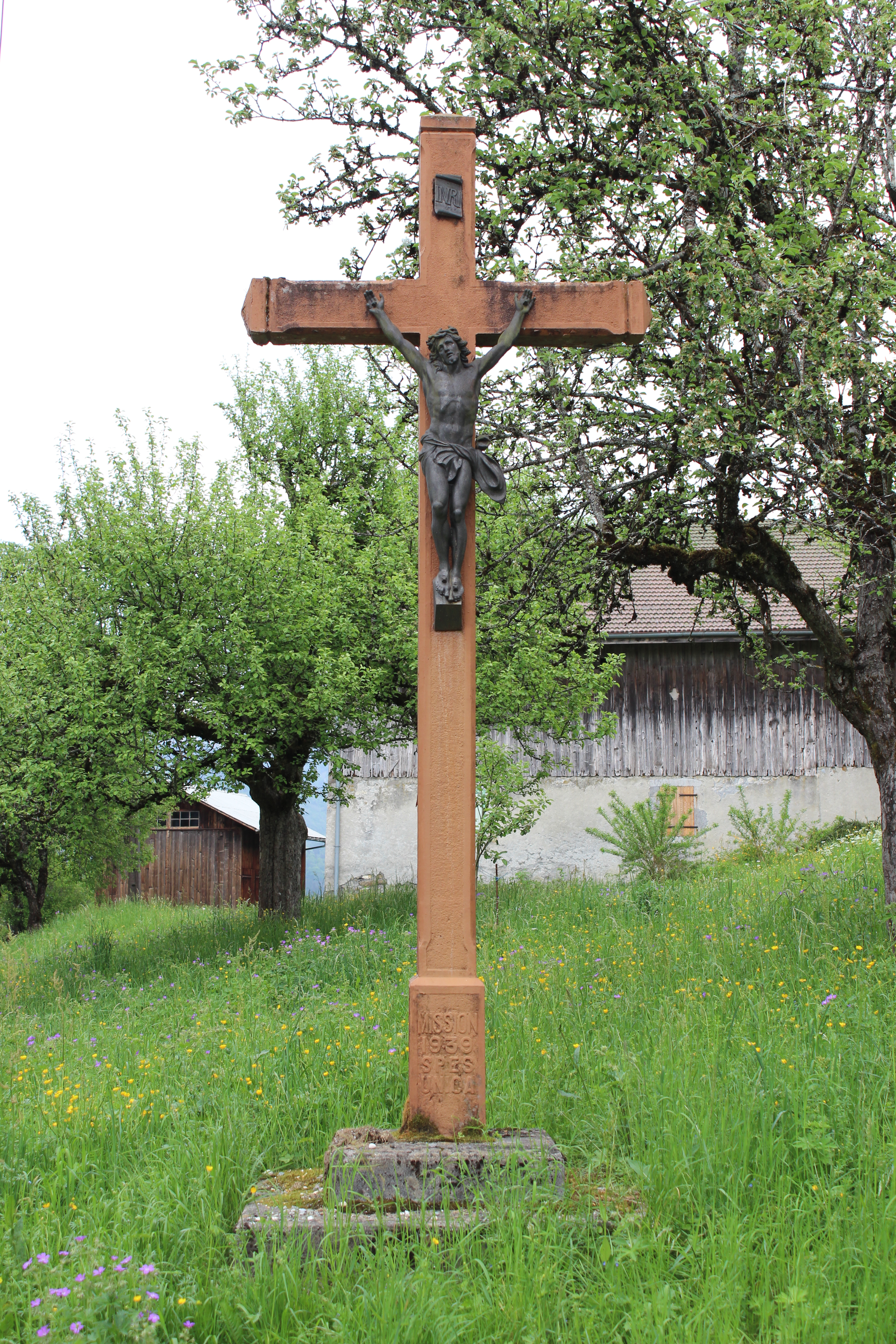
Croix de mission.
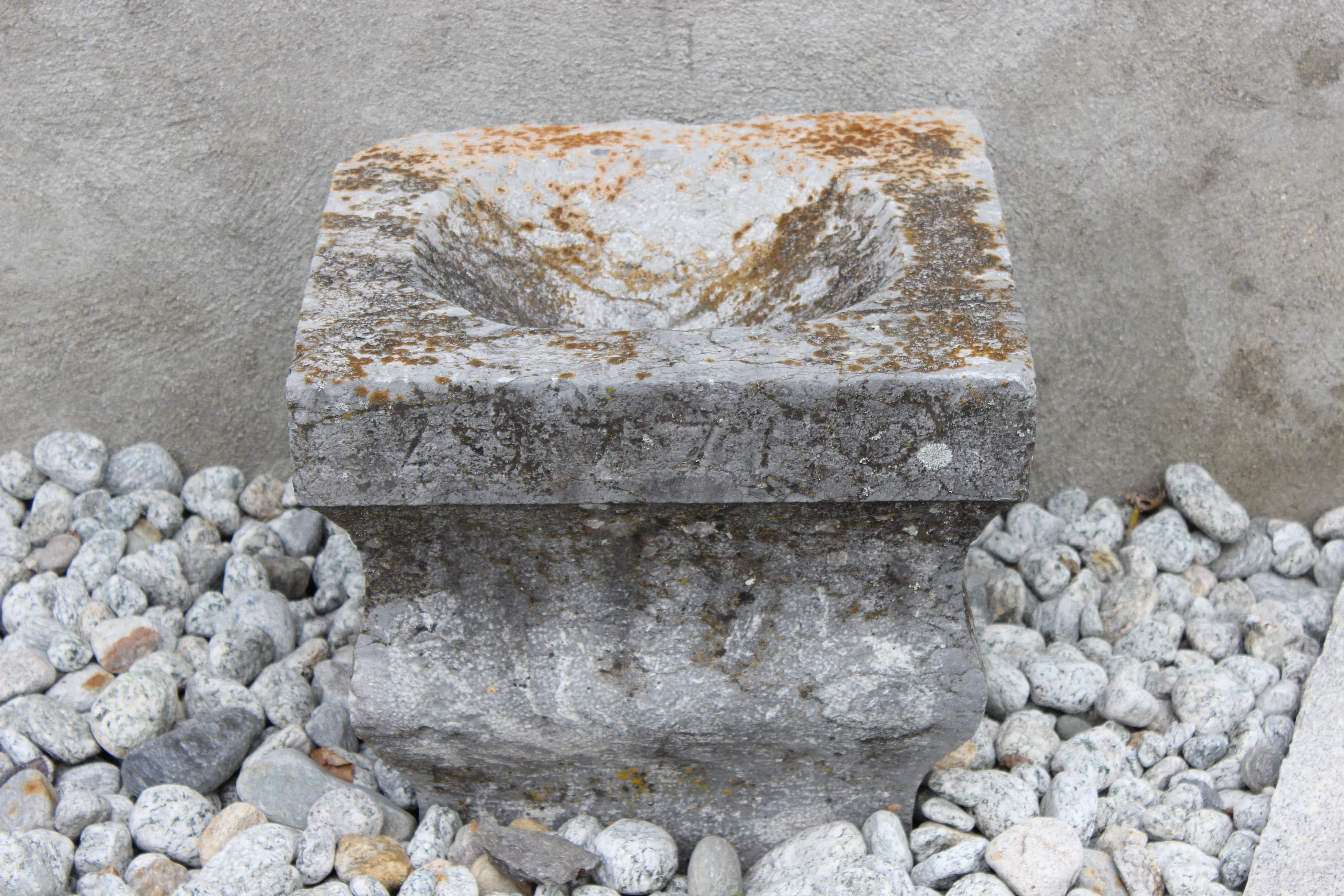
Vestige.

### Personnalités liées à la commune
- Jean-François Henriod (1763-1825), général des armées de la République et de l'Empire est né dans cette commune. Il avait été nommé baron d'empire par Napoléon en 1810, puis fait général de brigade l'année suivante[19].